# Emilia lyrata
Emilia lyrata là một loài thực vật có hoa trong họ Cúc. Loài này được (Cass.) C.Jeffrey mô tả khoa học đầu tiên năm 1992.